# Jetel bledožlutý

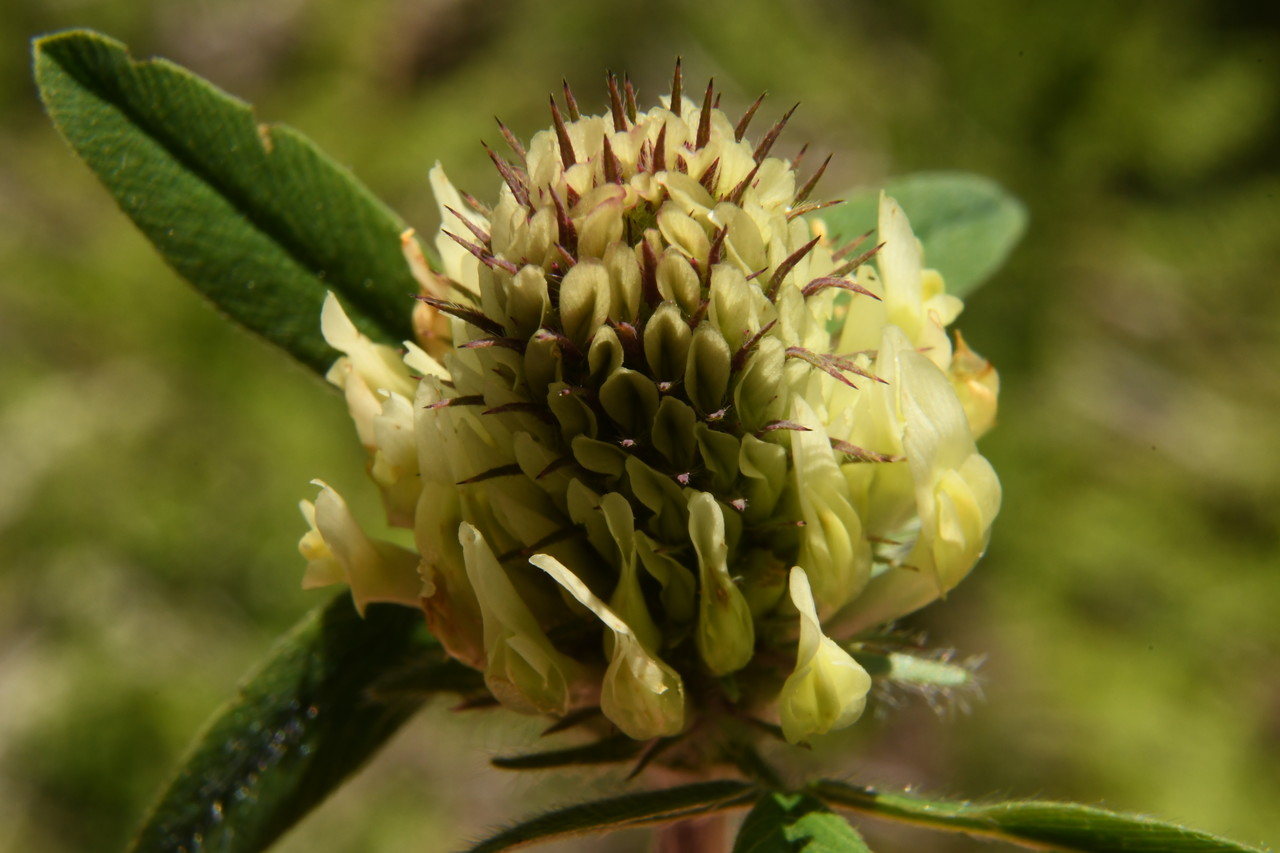
Květenství

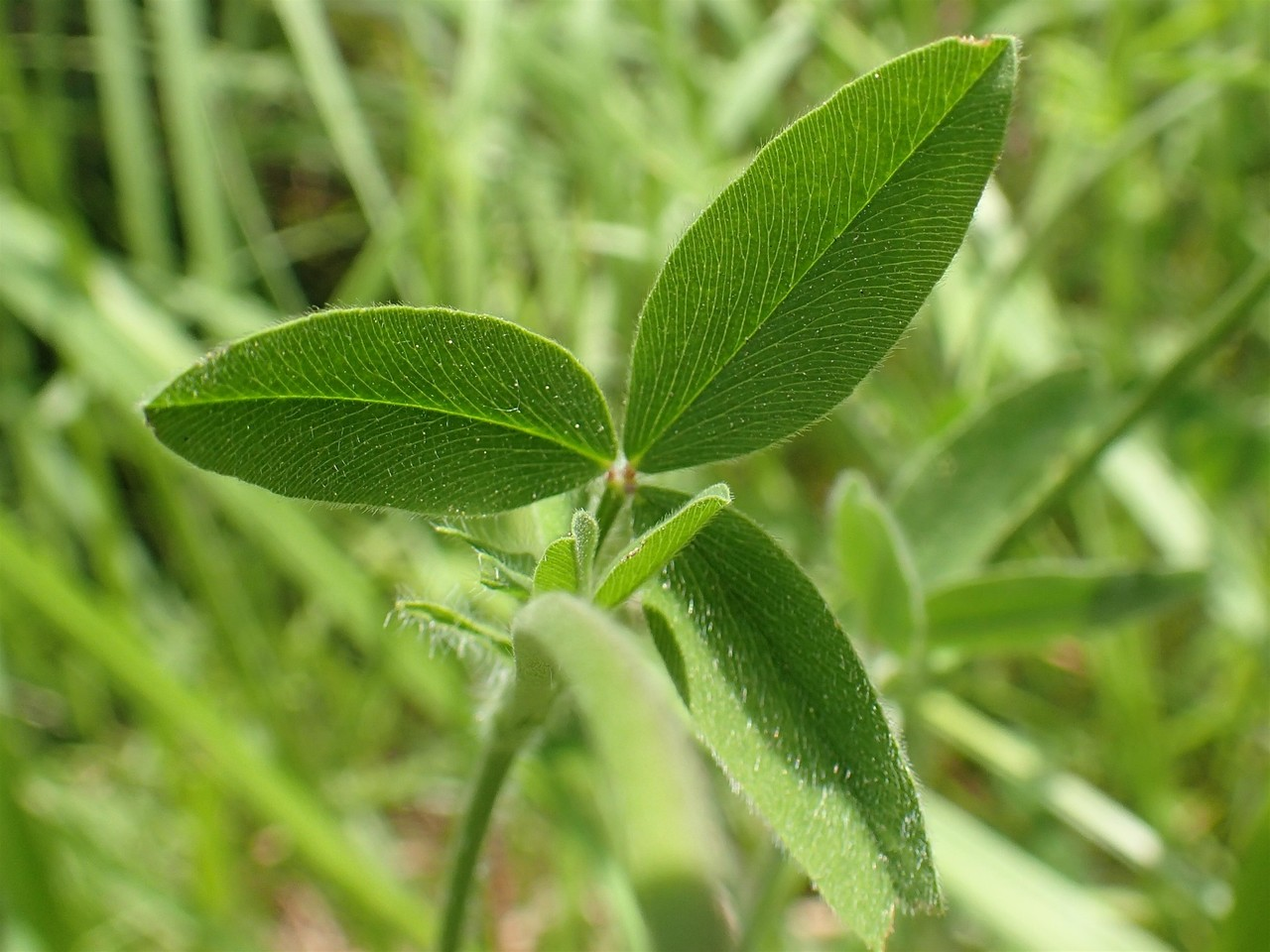
List

Jetel bledožlutý (Trifolium ochroleucon) je trsnatá vytrvalá rostlina, jeden z téměř dvou a půl sta druhů rodu jetel, který se jen řídce využívá jako pícní rostlina. Z přízemní listové růžice vyrůstají okolo 30 cm dlouhé lodyhy, které v létě nesou květenství bledě žlutých květů a později drobné oválné lusky, jež ve zralosti obsahují po jediném semeni.
V české přírodě je tato polykarpická bylina původní druh, který ale nebývá na rozdíl od některých jiných jetelů cíleně pěstován. Jetel bledožlutý je v Česku na znatelném ústupu a v „Červeném seznamu ohrožených druhů České republiky z roku 2017“ je považován za ohrožený druh (C3), jeho samovolně rostoucí rostliny jsou v ČR chráněné.

## Rozšíření
Druh se vyskytuje především v západní, střední a jižní Evropě a částečně ještě na západní Ukrajině či v jižní části evropského Ruska. Izolované arely se dále nacházejí v severní Africe, na Blízkém východě a v nesouvislých pásech podél úbočí Kavkazu, kde byl pozorován až do nadmořské výšky 2100 m n. m.
V České republice se vyskytuje především na východní Moravě, kde roste až do podhůří Beskyd a Bílých Karpat. Častý je také na východní straně Českomoravské vrchoviny a v okolí Moravské brány. V Čechách bývá k nalezení především v Českém středohoří a podhůří Krušných hor, místy i v regionech okolo řek Jizery a Labe. Nejvýše byl zaznamenán v Hrubém Jeseníku na úbočí Pradědu ve výšce 800 m.

## Ekologie
Bylina je hemikryptofyt, jenž roste nejčastěji na sušších loukách a pastvinách, svažitých a křovinatých pozemcích stepního charakteru, ve vinohradech i okolo cest, stejně jako na náspech podél železničních tratí. Vyskytuje se také v lesostepích, po světlých lesních okrajích, na rozlehlejších lesních mýtinách i v suchých doubravách v kolinním a submontánním stupni, přednostně na bazických substrátech. Kvete v červnu a červenci, počet jeho chromozomů 2n = 16 a stupeň ploidie x = 2.

## Popis
Vytrvalá rostlina rostoucí z tenkého, obvykle větveného kořene s plazivým oddenkem. Lodyhy bývají dlouhé 20 až 40 cm, mívají tři až pět internodií, jsou přímé nebo jen u báze vystoupavé, obvykle jednoduché nebo chudě větvené a střídavě porostlé složenými trojčetnými listy. Dolní listy mívají řapík dlouhý, kdežto horní jsou téměř přisedlé. Lístky s kratičkým řapíčkem mají čepele živě zelené barvy, jsou eliptické, až 5 cm dlouhé a do 0,8 cm široké, celokrajné nebo jemně zoubkované, na vrcholu tupé či plytce vykrojené a oboustranně chlupaté; postranní žilky jsou husté a mírným obloukem ven vyklenuté. Palisty jsou kopinaté až šídlovité a téměř do poloviny srostlé s řapíkem. Na lodyze, listech i kalichu je bylina chlupatá.
Květy bez listenů jsou seskupené do vzpřímených květenství hlávek, která vyrůstají na vrcholech lodyh či jejich větví a v paždích dvou zdánlivě protistojných nejhořejších listů. Hlávky mívají průměr 2 až 3 cm, jsou kulovité až vejcovité a bývají nejvyšším listem zčásti zakryté, zprvu jsou přisedlé a po odkvětu krátce stopkaté.
Květy jsou přisedlé, vonné, oboupohlavné a dlouhé 1,5 až 2 cm. Kalichy s délkou do 1 cm mají bělavou desetižilnou trubku nálevkovitého tvaru, dlouhou asi 5 mm, kterou tvoří pět nestejně dlouhých, navzájem srostlých zubů, jež jsou po odkvětu ven vyhnuté. pyskaté koruny dlouhé 1,5 cm jsou vzhůru zakřivené, zprvu žluté a po odkvětu zhnědlé, kopinatá pavéza je o třetinu delší než člunek i křídla. V květu je deset dvojbratrých, ke koruně přirostlých tyčinek s prašníky. Květy nakvétající postupně poskytují hojně nektaru umístěného poměrně hluboko, je proto dosažitelný jen pro opylující hmyz s dlouhým sosákem (čmeláci, motýli a některé včely).
Plody jsou drobné, vejčité, jednosemenné lusky asi 3 mm dlouhé a 2 mm široké, které se otvírají chrupavčitým víčkem. Lusk, částečně obalen suchým vytrvalým kalichem, obsahuje pískově žluté až hnědé semeno dlouhé až 2 a široké 1,5 mm. Hmotnost tisíce semen je 1,85 gramů. Rostlina se vegetativně rozšiřuje plazivými oddenky a pohlavně semeny.

## Možnost záměny
Jetel bledožlutý lze v české přírodě nejsnáze zaměnit s tu a tam pěstovaným nepůvodním jetelem panonským (Trifolium pannonicum), jehož vejčitá až válcovitá květenství velká 4 až 5 cm jsou na stopkách dlouhých od 5 do 10 cm a jeho postranní žilky na lístcích jsou přímé nebo dovnitř ohnuté.

## Význam
Rostlina se někdy z jara přisévá jako příměs do jetelotravních směsí, které slouží coby krmivo pro býložravce. V Česku je od roku 2012 registrována odrůda 'Helian'. Je také vítaným zdrojem nektaru a pylu pro opylovače a zvyšuje snůšku medu. Na jeho kořenech symbioticky žijí bakterie rodu Rhizobium, které jímají vzdušný dusík a obohacují jím půdu.